# 경주 천군동 동·서 삼층석탑
경주 천군동 동·서 삼층석탑(慶州 千軍洞 東·西 三層石塔)은 대한민국 경상북도 경주시, 천군동 사지에 있는 남북국 시대 신라의 삼층석탑이다. 1963년 1월 21일 대한민국의 보물 제168호로 지정되었다.

## 특징
넓은 평지에 동·서로 서 있는 쌍탑으로, 무너져 있던 것을 1939년에 복원한 것이다. 두 탑 모두 2단의 기단(基壇) 위에 3층의 탑신(塔身)을 세운 양식이며 규모와 수법이 같다. 
기단은 각 층마다 4면의 모서리와 가운데에 기둥 모양을 본떠 새겼는데, 가운데에는 2개씩의 조각을 두었다. 탑신의 각 몸돌과 지붕돌은 각각 한 돌로 이루어져 있다. 지붕돌 밑면의 받침은 층마다 5단이며, 처마선은 반듯하게 깎았는데 네 귀퉁이에서 약간씩 들려 있다. 3층 몸돌에서는 1939년 발굴조사를 할 때 한 면이 24cm, 깊이가 15cm인 사리를 두는 공간이 발견되었다. 탑 꼭대기의 머리장식은 서쪽 탑에만 일부만 남아 있을 뿐 동쪽 탑은 모두 없어 졌다.
아직 통일신라 석탑의 건실함을 잃지 않은 8세기 후반의 작품으로, 각 부의 비례가 알맞고 전체의 형태가 장중한 석탑이다.

## 현지 안내문
이 탑은 통일신라시대의 3층 석탑으로 동서로 마주 보고 서 있다. 절 이름은 알 수 없고, 이중 기단 위에 세워진 두 탑은 일반형에 속하며 양식이나 규모가 같다. 서탑은 탑 꼭대기의 머리장식이 일부 남아 있고, 동탑은 꼭대기의 머리장식이 없어졌다.
기단에는 면마다 네 개의 기둥새김이 있고, 몸돌과 지붕돌은 각각 한 돌로 이루어져 있다. 지붕돌 밑면의 층급 받침은 5단이며, 처마선은 반듯하게 깎았는데 네 귀퉁이는 약간씩 들려 있다. 아직 통일신라 석탑의 건실함을 잃지 않은 장중한 느낌을 주며 8세기에 건립된 것으로 보인다.

## 사진

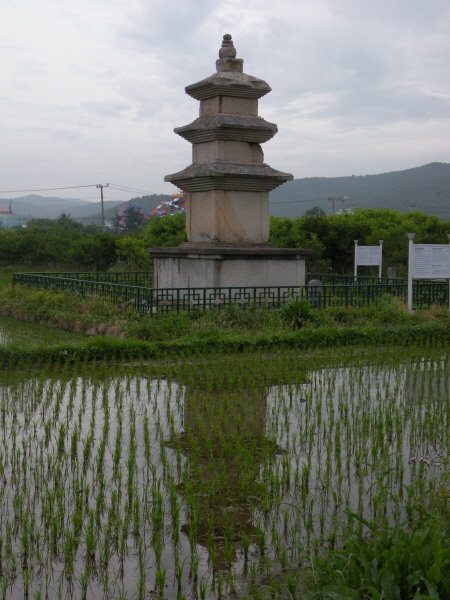
서탑, 2010년 7월

## 같이 보기
- 경주 천군동 사지 - 사적 제82호

## 참고 문헌
- 경주 천군동 동·서 삼층석탑 - 국가유산청 국가유산포털